# Paradise Harbor
Der Paradise Harbor (englisch für Paradieshafen, in Argentinien Puerto Paraíso, in Chile Bahía Paraíso), auch bekannt als Paradise Bay, ist eine weite Bucht an der Danco-Küste im Westen des antarktischen Grahamlands. Sie liegt zwischen dem Duthiers Point und dem Leniz Point. Vorgelagert sind die Lemaire-Insel und die Bryde-Insel.
Der genaue Benennungshintergrund ist nicht bekannt; der Name wurde etwa ab 1920 von Walfängern benutzt, die in diesem Gebiet tätig waren.
Die argentinische Forschungsstation Almirante Brown, die am 17. Februar 1965 an der Stelle einer von 1951 bis 1960 betriebenen meteorologischen Station eingeweiht wurde, liegt auf der Coughtrey-Halbinsel am Ostufer der Bucht. Die nahe dem Waterboat Point liegende chilenische González-Videla-Antarktis-Station ist nur noch sporadisch in den Sommermonaten besetzt.
Die chilenische Extremsportlerin Bárbara Hernández schwamm im Februar 2023 in konventioneller Schwimmkleidung in einer Zeit von 45 Minuten und 30 Sekunden eine Strecke von 2,5 km durch den Paradise Harbor, um auf die Abschmelzung der Antarktis hinzuweisen.